# Psidium oblongatum
Psidium oblongatum là một loài thực vật có hoa trong Họ Đào kim nương. Loài này được O.Berg miêu tả khoa học đầu tiên năm 1857.